# Martin-Luther-Straße (Berlin)
Die Martin-Luther-Straße ist ein wichtiger innerstädtischer Nord-Süd-Verkehrsweg im Berliner Ortsteil Schöneberg mit einer Länge von rund 2,3 Kilometern und führt von der Kleiststraße an der Urania bis zur Hauptstraße kurz vor dem Innsbrucker Platz.

## Namensgebung
Der Abschnitt südlich der Motzstraße hieß von 1884 bis 1893 Rostocker Straße und von 1893 bis 1899 Heinrich-Kiepert-Straße nach dem Geografen Heinrich Kiepert (1818–1898). Die Straße wurde am 28. Dezember 1899 nach dem Theologen und Kirchenreformator Martin Luther (1483–1546) umbenannt. Der Abschnitt nördlich der Motzstraße gehörte bis 1938 zu Charlottenburg und hieß bis 1963 Lutherstraße.

## Bebauung
Von Norden kommend ist die Bebauung durch die Folgen des Zweiten Weltkriegs bis zur Hohenstaufenstraße und teilweise noch weiter südlich als Nachkriegsarchitektur zu bezeichnen. In der Martin-Luther-Straße 46 befindet sich die ehemalige Feuerwache von Paul Egeling, die unter Denkmalschutz steht. Westlich der Grunewaldstraße schließt sich das zu den bevorzugten Wohnlagen Berlins zählende Bayerische Viertel an. An der Ecke zur Grunewaldstraße befindet sich das Amtsgericht Schöneberg. Dahinter folgt auf der östlichen Seite der Wartburgplatz. Kurz dahinter tangiert die Martin-Luther-Straße den John-F.-Kennedy-Platz mit dem Rathaus Schöneberg und danach den Rudolph-Wilde-Park als Beginn des Stadtparks Schöneberg. Auf der gegenüberliegenden Seite befindet sich die Senatsverwaltung für Wirtschaft. Mehrere Gebäude in der Martin-Luther-Straße sind denkmalgeschützt.

## Verkehr und ein neuer Stadtplatz
Die zwischen Kleist- und Dominicusstraße achtstreifig mit Mittelstreifen (dahinter vier- bis sechsstreifig) ausgebaute Straße dient überwiegend dem Durchgangsverkehr und verbindet die westliche Berliner City mit den südlichen Bezirken der Hauptstadt. In Höhe der Motzstraße unterquert die Linie U4 der Berliner U-Bahn die Straße. Rund 200 Meter entfernt befindet sich der U-Bahnhof Viktoria-Luise-Platz. Unter der Grunewaldstraße kreuzt die U-Bahn-Linie U7 mit dem rund 200 Meter entfernten U-Bahnhof Eisenacher Straße bzw. dem rund 300 Meter entfernten U-Bahnhof Bayerischer Platz. Bis 1964 führte eine Linie der Berliner Straßenbahn durch die Martin-Luther-Straße.
Zu Beginn des 20. Jahrhunderts wurde beiderseits der Martin-Luther-Straße ein Stadtplatz angelegt, der nach dem Bebauungsplan Platz R genannt wurde. In den Platz mündeten die Belziger Straße (von Osten) sowie die Erfurter und Mühlenstraße (von Westen). Rund um den neuen Platz, der „gärtnerisch in hervorragender Weise ausgestattet werden sollte“, erhielten die Verkehrswege eine Asphaltierung. Nach Fertigstellung des Schöneberger Rathauses erhielt der Platz die Bezeichnung Rathausplatz, später Rudolph-Wilde-Platz und schließlich 1963 John-F.-Kennedy-Platz.